# Bengala Occidental

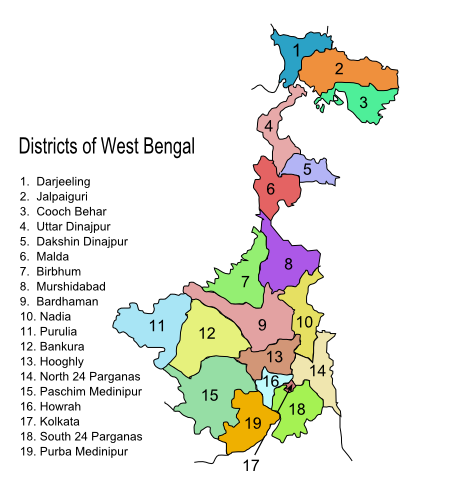
Districtes

Bengal Occidental (Bengalí পশ্চিমবঙ্গ Poshchim Bônggo,) és un estat de l'Índia. S'estén des de Sikkim, Bhutan i Assam al nord fins al golf de Bengala; té a l'est Bangladesh, amb el que formava la regió de Bengala, i a l'oest Bihar, Jharkhand i Orissa que foren part de la presidència de Bengala. És un estat agrícola amb una superfície de 88.752 km² i una població (2001) de 80.221.171 habitants. La capital és Kolkata (Calcuta). Políticament està orientat a l'esquerra i durant més de tres dècades ha estat governat pel Partit Comunista de l'Índia-Marxista sol o en coalició en l'anomenat Left Front (Front d'Esquerres)

## Història
L'estat va sorgir el 15 d'agost de 1947 amb la partició entre Índia i Pakistan amb categoria de província. El 26 de gener de 1950 va esdevenir estat. El 1954 li fou unit l'enclavament francès de Chandernagor que estava administrat per l'Índia des del 1950 i havia estat formalment cedit el 1952. El 1956 li foren incorporats alguns territoris de Bihar de parla bengalina. Fou teatre de la revolta naxalita. El 1971 va estar en primera línia en la guerra que va portar a la independència de Bangladesh, després d'acollir a milions de refugiats bengalís. A partir del 1977 i fins al 2011, el Front d'Esquerres (coalició del Partit Comunista de l'Índia - Marxista) va ser el partit més votat, sent el govern comunista elegit que més temps ha durat de la història (34 anys).

### Governadors
- 1947 - 1948 Chakravarti Rajagopalachari
- 1948 - 1951 Kailash Nathi Katju
- 1951 - 1956 Harendra Coomar Mookerjee
- 1956 Phani Bhusan Chakraborty
- 1956 - 1967 Padmaju Naidu (governadora)
- 1967 - 1969 Dharma Vira
- 1969 Deep Narayan Sinha
- 1969 - 1971 Shanti Swaroop Dhavan
- 1971 - 1977 Anthony Lancelot Dias
- 1977 - 1981 Tribhuvana Narayana Singh
- 1981 - 1983 Bhairab Dutt Pande
- 1983 - 1984 Anant Prasad Sharma
- 1984 Satish Chandra
- 1984 - 1986 Uma Shankar Dikshit
- 1986 - 1989 Nurul Hasan
- 1989 - 1990 Thanjavelu Rajeshwar
- 1990 - 1993 Nurul Hasan (segona vegada)
- 1993 B. Satyanarayan Reddy
- 1993 - 1998 K.V. Raghunatha Reddy
- 1998 - 1999 Akhlaqur Rahman Kidwai
- 1999 - Shyamal Kumar Sen
- 1999 - 2004 Viren J. Shah
- 2004 - Gopalkrishna Gandhi

### Ministres en cap
- 1947 - 1948 Prafulla Ghosh, INC (Partit del Congrés)
- 1948 - 1962 Bidhan Chandra Roy, INC
- 1 a 8 de juliol 1962, Govern presidencial
- 1962 - 1967 Prafulla Sen, INC
- 15 de març a 2 de novembre de 1967 Ajoy Kumar Mukherjee BCP (Bangla Congress Party, regionalista)
- 1967 -1968 Prafulla Ghosh (segona vegada), com independent
- 1968 - 1969 Govern presidencial
- 1969 - 1970 Ajoy Kumar Mukherjee (segona vegada), BCP
- 1970 - 1971 Govern presidencial
- 2 d'abril a 28 de juny de 1971 Prafulla Ghosh (tercera vegada), INC
- 1971 - 1972 Govern presidencial
- 1972 - 1977 Siddharta Shankar Ray, INC
- 1977 - 2000 Jyoti Basu, CPI-M (Partit Comunista de l'Índia-Marxista)
- 6 Nov 2000 - Buddhadev Bhattacharya, CPI-M

## Geografia
La part nord pertany a l'Himàlaia, amb el districte de Darjeeling on els gurkhes lluiten políticament per la formació d'un estat separat. La regió de Terai separa la regió muntanyosa de la plana que forma el delta del Ganges i arriba fins prop del golf de Bengala (o badia de Bengala); a l'extrem sud es troben els Sundarbans, una regió de manglars del delta fins a la mar. El principal riu és el Ganges. Altres rius són el Padma, Bhagirathi-Hoogly, Teesta, Torsa, Jaldhaka, Mahananda, Damodar, Ajay i Kangsabat.

## Política
Els principals grups polítics són el Partit Comunista de l'Índia-Marxista (en coalició formant el Left Front o Front d'Esquerres), l'All India Trinamool Congress, el Congrés Nacional Indi, i el Bharatiya Janata Party.

## Districtes
L'estat té 19 districtes:
- Districte de Bankura
- Districte de Bardhaman
- Districte de Birbhum
- Districte de Cooch Behar
- Districte de Darjeeling
- Districte d'East Midnapore
- Districte d'Hooghly
- Districte d'Howrah
- Districte de Jalpaiguri
- Districte de Kolkata
- Districte de Malda
- Districte de Murshidabad

Districtes de Bengala Occidental

- Districte de Nadia (vegeu també Bagula una de les seves ciutats).
- Districte de North 24 Parganas
- Districte de North Dinajpur
- Districte de Purulia
- Districte de South 24 Parganas
- Districte de Dakshin Dinajpur (South Dinajpur)
- Districte de West Midnapore

## Demografia
- 1951[1]= 26.300.000
- 1961= 34.926.000
- 1971= 44.312.000
- 1981= 54.581.000
- 1991= 68.078.000
- 2001= 80.176.000